# 1856
- Wikisource

| Calendário gregoriano                                                        | 1856 MDCCCLVI                       |
| Ab urbe condita                                                              | 2609                                |
| Calendário arménio                                                           | 1305 – 1306                         |
| Calendário bahá'í                                                            | 12 – 13                             |
| Calendário budista                                                           | 2400                                |
| Calendário chinês                                                            | 4552 – 4553 Início a 6 de fevereiro |
| Calendário copta                                                             | 1572 – 1573                         |
| Calendário etíope                                                            | 1848 – 1849                         |
| Calendários hindus - Vikram Samvat - Calendário nacional indiano - Cáli Iuga | 1911 – 1912 1777 – 1778 4956 – 4957 |
| Calendário Holoceno                                                          | 11856                               |
| Calendário islâmico                                                          | 1273 – 1274                         |
| Calendário judaico                                                           | 5616 – 5617                         |
| Calendário persa                                                             | 1234 – 1235 Início a 21 de março    |
| Calendário rúnico                                                            | 2106                                |
| Calendário solar tailandês                                                   | 2399                                |

1856 (MDCCCLVI, na numeração romana) foi um ano bissexto do século XIX do actual Calendário Gregoriano, da Era de Cristo, e as suas letras dominicais foram  F e E (52 semanas), teve início a uma terça-feira e terminou a uma quarta-feira.
| Ano completo                          |
| ------------------------------------- |
| Ano bissexto com início à terça-feira |

## Eventos

### Março
- 30 de março - Assinado o Tratado de Paris após a derrota da Rússia na Guerra da Crimeia.

### Abril
- 30 de abril - Fundação da Real Associação Naval, atual Associação Naval de Lisboa.

### Junho
- 19 de junho - Fundação da Cidade de Ribeirão Preto.

### Setembro
- 4 de setembro - Pau dos Ferros torna-se município do Rio Grande do Norte

### Dezembro
- 24 de dezembro - Imigrantes europeus no então Império do Brasil que haviam se estabelecido como trabalhadores rurais neste país lutaram na Revolta de Ibicaba.

## Nascimentos
- 7 de Janeiro - Alexandre Brodowski, engenheiro polaco radicado no Brasil (m. 1899).
- 5 de Fevereiro - Frank Podmore, socialista e pesquisador de fenômenos espíritas inglês (m. 1910).
- 16 de Março - Tancrède Auguste, presidente do Haiti de 1912 a 1913 (m. 1913).
- 19 de Março - Alfredo Luís Campos, escritor e jornalista açoriano, (m. 1931).
- 20 de Março - Frederick Winslow Taylor, engenheiro mecânico estadounidense, "Pai" da Administração Científica, (m. 1915).
- 11 de abril - Arthur Shrewsbury, jogador de críquete inglês (m. 1903).
- 24 de Abril - Philippe Pétain, militar e estadista francês (m. 1951).
- 6 de Maio - Sigmund Freud, neurologista, fundador da psicanálise (m. 1939).
- 8 de Maio - Pedro Lascuráin Paredes, presidente do México em 18 de Fevereiro de 1913 (m. 1952).
- 13 de junho - António Tavares Torres, intelectual autodidacta, e político português (m. 1936)[1].
- 14 de Junho - Andrei Andreyevich Markov, matemático russo (m. 1922).
- 26 de Junho - Max Stirner, filósofo alemão.
- 10 de Julho - Nikola Tesla, físico croata, realizador de importantes pesquisas no eletromagnetismo (m. 1943).
- 30 de agosto - Carl Runge, matemático alemão (m. 1927).
- 1 de setembro - Marcelino Mesquita, dramaturgo português (m. 1919).
- 15 de Setembro - José Júlio Sousa Pinto, pintor português. (m. (1939).
- ? Pedro Alexandrino - pintor brasileiro (m. 1942).
- 28 de Dezembro - Thomas Woodrow Wilson 28° Presidente dos EUA (m.1924)

## Mortes
- 24 de Fevereiro - Nikolai Ivanovich Lobachevsky, matemático russo (n. 1792)

## Por tema
- 1856 na ciência
- 1856 na literatura
- 1856 na música
- 1856 na política